# Михаил Калашников
Михаил Тимофеевич Калашников, (на руски: Михаи́л Тимофе́евич Кала́шников) е руски съветски инженер – оръжеен конструктор, създател на най-масовото стрелково оръжие в света автомат „АК-47“, участник във Втората световна война, генерал-лейтенант.

## Биография
Роден е в с. Куря, Алтайска губерния (днес в Алтайски край), РСФСР на 10 ноември 1919 г. Той е 17-о дете (от 18) в семейството. Властите обявяват семейството му за кулаци (1930) и са изселени в Томска област. На 18-годишна възраст започва работа в железопътното депо на гара (днес селище от градски тип) Матай, Алматинска област, Казахстан.
През 1938 г. е призован на служба в Червената армия. Завършва курс за младши командири със специалност механик-водач на танк и служи в танков полк в гр. Стрий, Лвовска област, Украйна. Там разработва инерционен брояч за произведените изстрели на танково оръдие, приспособление за стрелба с пистолет през амбразура и прибор за определяне моторесурса на танк. Изпратен е в Ленинград (дн. Санкт Петербург) за внедряване на изобретенията.
Работата му е прекъсната от нападението на Германия срещу СССР на 22 юни 1941 г. Изпратен е на фронта като командир на танк с воинско звание старши сержант. През октомври 1941 г. е ранен в битката при Брянск. По време на лечението си прави първите скици на автоматично стрелково оръжие. Пуснат е в домашен отпуск за възстановяване и на гара Матай с подръчни материали прави първия прототип на картечен пистолет. Изпратен е в Московския авиационен институт, евакуиран от Москва в Алмати, Казахстан. Там изготвя втория прототип.
Преминава ускорено обучение в конструкторско бюро в Подмосковието. Работи в оръжеен завод в гр. Ковров, Владимирска област. Там доразработва легендарния автомат „АК-47“ (1947). С него участва в анонимен конкурс и печели 1-во място. От 1949 г. работи в гр. Ижевск, където „АК-47“ е пуснат в масово производство (1949). Там сътрудничи с германския оръжейник Хуго Шмайсер Архив на оригинала от 2013-12-22 в Wayback Machine. (Шмайзер), създател на щурмовата пушка „МР-43“. Оръжията им си приличат на външен вид, но имат различна конструкция. Тази версия се оспорва от редица историци, според които АК-47 е разработен в действителност от екипа на Хюго Шмайзер в Ижевск в периода 1946 – 48 като за основа е използвана автоматичната карабина STG-44 
 Хюго Шмайзер получава разрешение да напусне СССР едва през 1952 г. и на следващата година умира от белодробно заболяване в Източна Германия.
„АК-47“ става основно стрелково оръжие в Съветската армия. Прието е на въоръжение и в множество други армии. Многократно участва във военни действия по света. На неговата основа той разработва и картечница „Калашников“. Участва в конструирането на серията ловни пушки „Сайга“ на базата на „АК“.
Автоматът се произвежда в различни модификации. По приблизителни данни са произведени 100 млн. броя, включително и по лиценз в други страни. Завод „Арсенал“ в Казанлък, България произвежда качествени „АК-47“ и последвалите модификации.
На М. Калашников е присвоено военно звание:
- в Съветската армия – полковник (1969), и
- във Въоръжените сили на Русия – генерал-майор (1994), генерал-лейтенант (1999).

Конструкторът има 35 авторски свидетелства за изобретения. Доктор на техническите науки (1971). Той е академик на 16 руски и чуждестранни академии, вкл. почетен член на Руската академия на ракетните и артилерийските науки и на Руската инженерна академия. Дългогодишен депутат във Върховния съвет на СССР. Член на Съюза на писателите на Русия.

## Отличия
Награждаван е многократно, вкл. с Ленинска премия (1964), Сталинска премия (1949), 2 пъти със званието „Герой на социалистическия труд“, 3 пъти с орден „Ленин“. През 2009 г. получава от президента Дмитрий Медведев най-високото звание „Герой на Руската федерация“. Почетен гражданин на Ижевск и Алтайски край. Удостоен е и с много други руски, съветски и чуждестранни ордени, медали, почетни звания и други награди и почести.
Нему са издигнати приживе паметници (в Куря и Ижевск) и е посветен Музей „М. Т. Калашников“ в Ижевск; наименувани са Ижевският държавен технически университет, Кадетското училище във Воткинск (Удмуртия), средно училище в Куря, руски диамант от 50 карата и др.